# Andaquís
Els andaquís —també escrit andakís anomenat alternativament aguanunga o churuba— és una ètnia indígena americana que va habitar la conca alta del riu Caquetá, al sur-occident de l'actual departament de Caquetá (Colòmbia) i la bota caucana (vall del Fragua), i el sud-orient del Tolida (vall del Suaza).

## Xamanisme
El nom "andakí" o "daakí", està lligat al consum ritual del yajé. Per a algunes llengües indígenes, andakí i yajé són sinònims. Per conèixer l' "esperit del yajé" i la disposició d'aquest, cal un preparat especial, que els xamans denominen "andakí", i inclou l'ús de les flors del "borrachero" (Brugmansia). Aquestes flors són identificades amb la immensa flor mítica de borrachero que es va convertir en el sol, després de ser penetrada i fecundada pel yajé, que es va elevar després de ser provat pels homes (Ramírez i Pinzón 1987, 198). D'altra banda, els xamans inga, reconeixen el paper que van tenir els andakí, per a adquirir el seu coneixement del yajé.

## Resistència
En principi van formar part de la Federació Pijaos amb l'atac a l'assentament invasor de Francisco Díaz en 1637 i reportat en acta del capítol de Timaná el 28 de gener de 1637. La resistència andakí a la conquesta es va prolongar fins al segle xviii. En 1721 va tenir lloc una revolta general de les tribus del Putumayo i Caquetá, que va comptar amb la participació andakí, tama i "mocoa" (Friede 1953, 24, 241). A la resistència activa mitjançant revoltes i atacs a les missions i pobles de colons, s'unia una resistència passiva, econòmica, mitjançant les relacions d'intercanvi entre els Andes i la selva, les quals incloïen el xamanisme i, per tant, el curanderisme, com a poder cultural i la participació en la vida de les dues regions (Ramírez 1979).

## Llengua
De l'andaquí es conserven dos vocabularis, un recopilat per un anònim en 1788 i publicat en Llengües d'Amèrica en 1928; i un altre recopilat per Manuel María Abis i publicat en 1855. basat en ells, Rivet (1924) va classificar l'andakí com a llengua txibtxa. Encara que en tal classificació van concordar diversos experts, uns altres consideren l'andakí com llengua aïllada o no-classificada i alguns la relacionen únicament amb la  llengua páez o també amb llengües del piemont amazònic com tinigua, camsá i cofán.

## Supervivents
Actualment només sobreviuen comunitats rurals andakí en els municipis d'Acevedo (Huila) i Belén de los Andaquíes (departament de Caquetá), als voltants dels rius Pescado i Fragua, encara que aquests indígenes ja no parlen el seu propi idioma. No obstant això, els relats regionals, especialment dels indígenes inga que han ocupat part de l'antic territori andakí, insisteixen que encara hi ha andakís no contactats als boscos de les capçaleres del Madiyaco, i entre aquest i les capçaleres del Verdeyaco i el riu Forja, a baix dels pics de la Fragua, al sud de la bota caucana, on documents del segle XIX situaven els últims refugis de andakís selvàtics.
A Belén fou erigida l'estàtua El Último Andaquí, de l'escultor Emiro Garzón. Aquest monument al poble andakí està situat en l'entrada de la població, té una altura de 8 m per 4,50 m d'ample. Simbolitza a un andaquí que emergeix del profund de la terra; les seves mans són el símbol de rebel·lia que s'aixeca en l'infinit; del fons de la terra brollen, en canvi, altres dues mans que tracten d'enfonsar el rostre de l'indígena.
Alguns descendents dels andaquís tenen el cognom Anduquia.